# Кабо (фамилия)
Кабо́ (вариант: Кабе́) — еврейская фамилия. Происходит от ашкеназской древнееврейской формы слова габай (га́бо — староста синагоги), либо от многозначной аббревиатуры. Наибольшее число носителей на начало XX столетия было зафиксировано в Витебской и Екатеринославской губерниях, Харькове. Семантические аналоги (также происходящие от слова габай): Габо, Габе (Габбе), Габа (Габба), Габай, Габов, Габович и другие.